# Florantonia Singer
Florantonia Singer es una periodista venezolana. Singer fue editora y reportera para los periódicos El Nacional y Últimas Noticias, y desde 2017 ha trabajado con El País de España. También ha colaborado con El Bus TV, un medio offline independiente. En 2021, fue coautora del libro «Ahora van a conocer el diablo», de la Editorial Dahbar.

## Obras
- «Ahora van a conocer el diablo» (2021, coautora)